# William Randal Cremer
William Randal Cremer (Fareham, 18 de março de 1828 — Londres, 22 de julho de 1908) geralmente conhecido pelo seu nome do meio "Randal", foi um político britânico Liberal membro do Parlamento e pacifista.

## Carreira
Cremer foi eleito como o secretário da Associação Internacional de Trabalhadores em 1865, mas renunciou dois anos depois.
Ele também foi nomeado Cavaleiro da Legião de Honra francesa, ganhou a  Ordem de Santo Olavo e foi nomeado cavaleiro em 1907.
Foi premiado com o Nobel da Paz em 1903, secretário da International Arbitration League.